# Saint-Lambert-de-Lauzon
| Saint-Lambert-de-Lauzon                                  |                         |
| Igreja de Saint-Lambert-de-Lauzon.                       |                         |
| Coordenadas: 46°35' N 71°12'W                            |                         |
| Província                                                | Quebec                  |
| Região administrativa                                    | Chaudière-Appalaches    |
| Incorporado em                                           | 1 de julho de 1855      |
| Prefeito                                                 | François Barret         |
|                                                          |                         |
| Área                                                     |                         |
| - Cidade                                                 | 107,32 km², 42 mi²      |
| Fuso horário                                             | UTC -5                  |
| População (2006)                                         |                         |
| - Cidade                                                 | 5.257                   |
| - Densidade                                              | 49 hab/km², 125 hab/mi² |
| Website: www.municipalite.saint-lambert-de-lauzon.qc.ca/ |                         |

Saint-Lambert-de-Lauzon é uma municipalidade canadense do conselho  municipal regional de La Nouvelle-Beauce, Quebec, localizada na região administrativa de Chaudière-Appalaches. Em sua área de pouco mais de 107 km², habitam cerca de cinco mil pessoas. Ela foi nomeada em homenagem a Lambert de Maastricht e Jean de Lauzon.